# Diversidad sexual en Cuba
La diversidad sexual en Cuba ha tenido distintas formas de consideración a lo largo de su historia. Desde la década de 1990 se han llevado a cabo reformas en materia de derechos y visibilidad pública respecto a la diversidad de orientaciones sexuales e identidades de género, impulsadas por el Centro Nacional de Educación Sexual (CENESEX) dirigido por Mariela Castro. Desde 2008 se realiza la «Conga Anual del Orgullo».
Desde 2019 la isla es uno de los pocos países a nivel mundial que proscriben constitucionalmente la discriminación por razones de orientación sexual e identidad de género. Existe reconocimiento legal del derecho al matrimonio, las uniones entre personas del mismo sexo, la adopción homoparental y la gestación subrogada no comercial a partir del 27 de septiembre del 2022, siendo Cuba, por tanto el octavo país de Latinoamérica en cuanto a materia de derechos sexuales y reproductivos para personas de la comunidad LGBTIQ+ y el primero del Caribe. Cuba es además el primer estado comunista de la historia en garantizar derechos concretos con respecto a sexualidad e identidad de género.

## Legislación  vigente

### Legislación sobre la actividad sexual entre personas del mismo sexo
Las relaciones sexuales privadas, no comerciales y consentidas entre personas adultas del mismo sexo de más de 16 años han sido legales en Cuba desde 1979.

### Reconocimiento de uniones del mismo sexo
Existe reconocimiento legal explícito para las uniones entre personas del mismo sexo, al igual que para la familia homoparental (adopción y acceso igualitario a técnicas de reproducción asistida) desde el 27 de septiembre de 2022, luego de ser aprobado el nuevo Código de las Familias que había sido sometido a votación popular el 25 de septiembre, con un 67% de votos positivos, que garantiza todo tipo de derechos a la comunidad LGBTIQ+. La Constitución de la República de Cuba, promulgada en 2019, contiene un lenguaje inclusivo en sus definiciones de familia y matrimonio. Los artículos 81 y 82 del Título V Capítulo III sobre «Las familias» establecen:

Art. 81. Toda persona tiene derecho a fundar una familia. El Estado reconoce y protege a las familias, cualquiera sea su forma de organización, como célula fundamental de la sociedad y crea las condiciones para garantizar que se favorezca integralmente la consecución de sus fines. Se  constituyen por vínculos jurídicos o de hecho, de naturaleza afectiva, y se basan en la igualdad de derechos, deberes y oportunidades de sus integrantes. La protección jurídica de los diversos tipos de familias es regulada por la ley.
Constitución de la República de Cuba, 2019.

Art. 82. El matrimonio es una institución social y jurídica. Es una de las formas de organización de las familias. Se funda en el libre  consentimiento y en la igualdad de derechos, obligaciones y capacidad legal de los cónyuges. La ley determina la forma en que se constituye y sus efectos. Se reconoce, además, la unión estable y singular con aptitud legal, que forme de hecho un proyecto de vida en común, que bajo las condiciones y circunstancias que señale la ley, genera los derechos y obligaciones que esta disponga.
Constitución de la República de Cuba, 2019.

Anteriormente, el artículo 36 de la Constitución de 1976 establecía que «el matrimonio es la unión voluntariamente concertada de un hombre y una mujer con aptitud legal para ello, a fin de hacer vida en común», dejando excluidas a las parejas del mismo sexo.
La Asamblea Nacional y la activista Mariela Castro han declarado que el matrimonio entre personas del mismo sexo se legalizará mediante una enmienda al Código de Familia. En marzo de 2019, el Gobierno inició consultas populares para investigar la legalización del matrimonio entre personas del mismo sexo en el Código de la Familia. En 2015 se llevaron a cabo bodas simbólicas con el fin de fomentar el debate sobre las uniones en la isla y promover una mayor visibilidad del colectivo LGBTI.

### Legislación contra la discriminación
La Constitución de 2019 prohíbe la discriminación por razones de orientación sexual y la identidad de género, convirtiendo al país en uno de los pocos que eleva tal protección a rango constitucional. El artículo 42 establece lo siguiente:

Art. 42. Todas las personas son iguales ante la ley, reciben la misma protección y trato de las autoridades y gozan de los mismos derechos, libertades y oportunidades, sin ninguna discriminación por razones de sexo, género, orientación sexual, identidad de género, edad, origen étnico, color de la piel, creencia  religiosa, discapacidad, origen nacional o territorial, o cualquier otra condición o circunstancia personal que implique distinción lesiva a la dignidad humana. Todas tienen derecho a disfrutar de los mismos espacios públicos y  establecimientos  de  servicios. Asimismo, reciben igual salario por igual trabajo, sin discriminación alguna. La violación del principio de igualdad está proscrita y es sancionada por la ley.
Constitución de la República de Cuba, 2019.

El Código Penal vigente desde el 1 de diciembre de 2022, establece en su artículo 388.1 la prohibición de la discriminación y la incitación a la discriminación basadas en la orientación sexual y la identidad de género,  con sanciones de privación de libertad de seis meses a dos años, una multa, o ambas.
Desde 2014, la discriminación laboral por razón de orientación sexual está prohibida por ley, aunque la ley de igualdad de oportunidades no cubre la identidad de género ni tampoco la discriminación en otros sectores como la educación, la vivienda y las instalaciones públicas. El mismo año, el Partido Comunista de Cuba recogió en sus estatutos la obligación de sus militantes de enfrentarse a los prejuicios y conductas discriminatorias por motivo de orientación sexual.
En 2018, la Gaceta Oficial publicó un decreto en el que uno de los puntos que establecen es que cualquier negocio privado que discrimine por género u orientación sexual será cerrado y multado con dos mil pesos cubanos. El Código Penal cubano contempla una sanción de hasta dos años de prisión a quien discrimine a otra persona.

### Legislación contra delitos y discursos de odio
El Código Penal vigente desde el 1 de diciembre de 2022, establece protecciones explícitas basadas en la orientación sexual y la identidad de género que protegen a las personas LGBT.
- El artículo 80.1 del Código Penal vigente, establece que son circunstancias agravantes de la responsabilidad penal de las personas naturales cometer el delito por motivos de violencia de género o familiar y por discriminación de género, orientación sexual e identidad de género.[10]

Título XII sobre "Delitos contra la vida y la integridad corporal":
- El artículo 345.3 del Capítulo II sobre "Asesinato"  dispone penas de privación de libertad de veinte a treinta años, privación perpetua de libertad o muerte (artículo 344), cuando un asesinato se ejecuta por odio contra la víctima por motivo de su género, identidad de género u orientación sexual.[10]

- El artículo 350.1(b) del Capítulo III sobre "Lesiones" dispone que en los hechos previstos en los artículos 346, 347 y 348 del Código, los límites mínimos y máximos de la sanción se incrementan en un tercio, si "se ejecutan por motivo de discriminación de sexo, género, orientación sexual, identidad de género, edad, origen étnico, color de la piel, creencia religiosa, discapacidad, origen nacional o territorial o cualquiera otra condición o circunstancia personal que implique distinción lesiva a la dignidad humana".[10]

Título XIV sobre "Delitos contra los derechos individuales":
- El artículo 388.1  del Capítulo VIII sobre el "Delito contra el  derecho de igualdad" establece que "Quien discrimine a otra persona o promueva o incite a la discriminación, sea con manifestaciones y ánimo ofensivo de su edad, sexo, género, orientación sexual, identidad de género, origen étnico, color de la piel, creencias religiosas, origen nacional o territorial o discapacidad, o cualquier otra lesiva a la dignidad humana, o con acciones para obstaculizarle o impedirle, por esos motivos, el ejercicio o disfrute de los derechos de igualdad establecidos en la ley, incurre en sanción de privación de libertad de seis meses a dos años o multa de doscientas a quinientas cuotas, o ambas".[10]

### Legislación contra la violencia de género
El Código Penal vigente desde el 1 de diciembre de 2022, establece que la violencia de género se entiende por:

Violencia de género: tipo de violencia muy particular, que tiene como base la cultura patriarcal que se asienta en la desigualdad de poder entre el hombre y la mujer. Como parte de ese dominio masculino, se ejerce la violencia como un mecanismo de control; la misma se sustenta en estereotipos sexistas, generadores de prejuicios que derivan en expresiones de discriminación por razón del sexo, el género, la orientación sexual o la identidad de género; puede ser física, psicológica, sexual, moral, simbólica, económica o patrimonial, e impacta negativamente en el disfrute de los derechos, las libertades y en el bienestar integral de las personas; se presenta en ámbitos familiares, laborales, escolares, políticos, culturales y en cualquier otro de la sociedad; y su expresión más generalizada, frecuente y significativa es la que ocurre contra las mujeres;
Ley 151/2022 Código Penal.

El artículo 345.2 del Código Penal dispone que incurre en iguales sanciones, de acuerdo a las penas previstas en el artículo 344, a quien dé muerte a una mujer como consecuencia de la violencia de género. Asimismo, el artículo 80.1(n) y 80.2 del Código Penal establece que son circunstancias agravantes de la responsabilidad penal de las personas naturales y jurídicas cometer el delito por motivos de violencia de género.

## Condiciones sociales

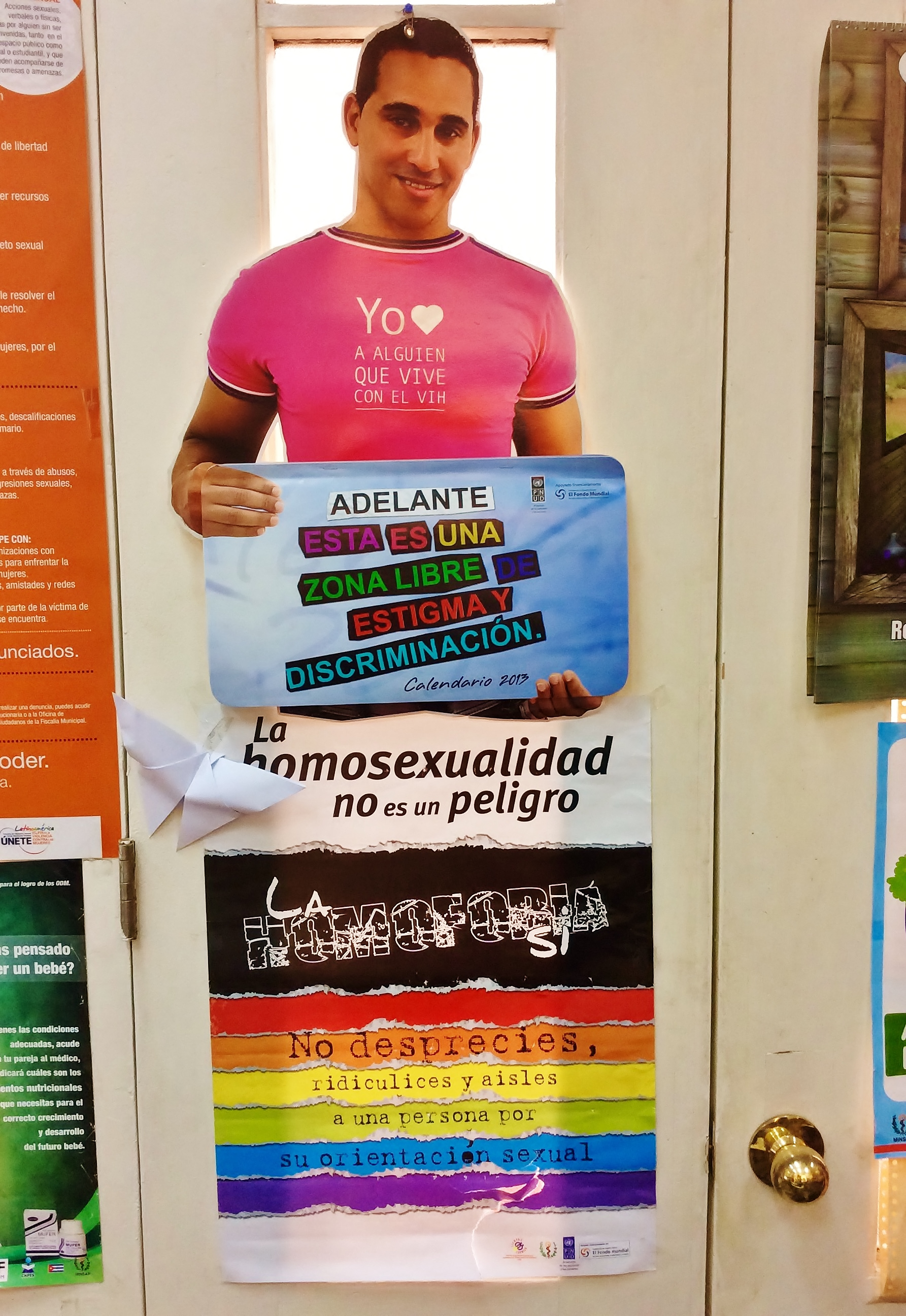
Carteles para la promoción de la tolerancia hacia las personas homosexuales y las seropositivas.

### Transexualidad
En 2005 se creó la Estrategia Nacional de atención integral a personas transexuales que desarrollaba atención y tratamientos de salud específicos para este colectivo, coordinada desde el CENESEX. En 2008 se crearon la Comisión Nacional de atención integral a personas transexuales y el Centro de atención a la salud integral de las personas transexuales como continuadores de esta labor y así como de asesoramiento y formación en los temas y políticas relacionadas con la transexualidad. También desde 2008 la cirugía de reasignación de sexo es gratuita para aquellos ciudadanos cualificados para ello, aunque no existe una ley específica para el proceso legal de cambio de sexo en la documentación y acaban siendo los juzgados los encargados de dirimir en estos asuntos. El colectivo trans está comenzando a organizarse especialmente en La Habana y a través de distintos blogs como TransCuba, aunque existen diversos ejemplos de visibilidad política y social por todo el país en los últimos años, como el caso de Adela Hernández que en 2012 se convirtió en la primera mujer transexual en un puesto público al ser elegida concejala de la Asamblea Municipal del Poder Popular.

### VIH-SIDA
La tasa de infección de VIH en Cuba es la más baja de la región del Caribe gracias en gran parte a la cobertura gratuita de la salud pública y la solidaridad social, así como al reparto gratuito de preservativos y al bajo precio de los mismos. Desde 1986 hasta 2013 se han diagnosticado en el país 19.781 casos de VIH.
Cuba tiene la epidemia de VIH con mayor diversidad genética fuera de África. Existen 21 cepas diferentes del virus, siendo 11 exclusivas de la isla, producto de la recombinación de otras cepas.
La mayoría de los pacientes de VIH han sido trabajadores o soldados heterosexuales de ayuda internacionalistas de regreso de países en desarrollo, donde contrajeron las diferentes cepas de VIH que persisten en el país. Desde mediados de la década de los 1990, los hombres que tienen sexo con hombres se convirtieron en el principal sector de nuevas infecciones. Hoy en día se requiere que todas las personas diagnosticadas por el VIH a asistan a un programa de dos semanas llamado "Viviendo con VIH".
Se realizan pruebas rutinarias a determinados grupos de riesgo como los donantes de sangre, las mujeres embarazadas, los trabajadores de la salud, todos los ingresos hospitalarios o las personas que ya han sido diagnosticadas con alguna otra enfermedad de transmisión sexual. Todas las pruebas son voluntarias pero fuertemente alentadas. Todos los pacientes de VIH conservan sus derechos laborales y todo su salario incluso cuando tienen que ausentarse del trabajo con el objetivo de reintegrar a todos los pacientes en su vida normal y evitar el rechazo social.
La homofobia está reconocida como un problema en Cuba y su lucha también se coordina a través del programa de VIH, incluyendo clases de la escuela a partir del quinto grado, así como distintas actividades organizadas a través del Centro Nacional de Educación Sexual. Este programa de educación incluyó una telenovela estrenada en 2006 que cuenta en su reparto con gais, lesbianas y personas VIH-positivas.
Desde 1998 Cuba ha producido versiones genéricas de algunos de los medicamentos antirretrovirales comunes. Estos medicamentos eran escasos y las importaciones muy caras en la década de 1990. Sin embargo, desde el año 2001 todos los pacientes de VIH cubanos han tenido acceso universal a un cóctel relativamente completo de la Terapia Antirretroviral de Gran Actividad (TARGA) de forma gratuita. La tasa de mortalidad por la infección por VIH ha disminuido drásticamente desde entonces y la mayoría de los cubanos con VIH evitan las infecciones oportunistas.

### Asociaciones

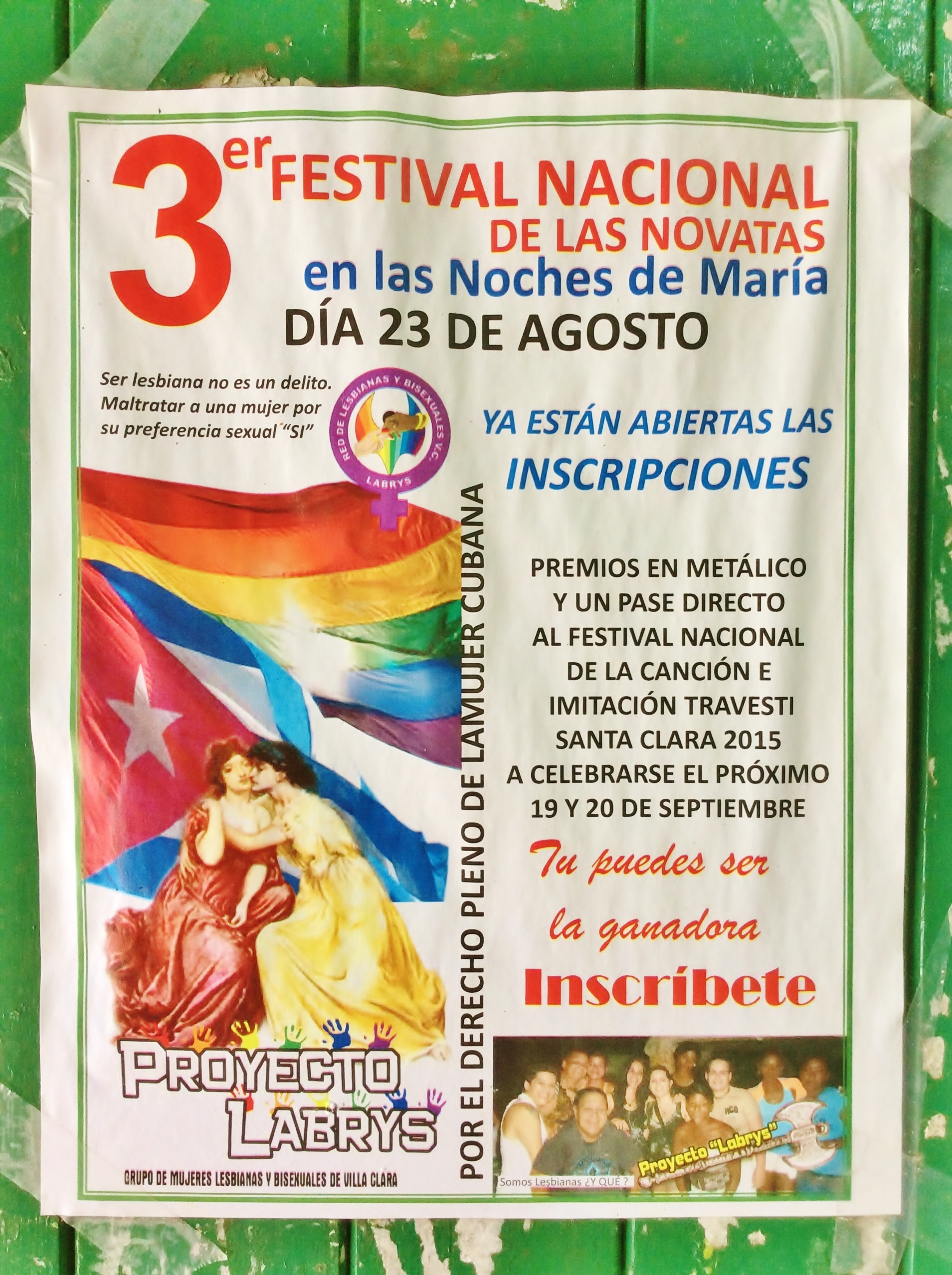
Cartel de un festival de travestismo en Santa Clara organizado por el Grupo de Mujeres Lesbianas y Bisexuales de Villa Clara.

En 1994 se fundó la Asociación Cubana de Gays y Lesbianas que estuvo en funcionamiento hasta 1997, cuando el gobierno la cerró.
Desde 2008 el Centro Nacional de Educación Sexual ha patrocinado diversos eventos de promoción de los derechos de las personas LGBTI, como las Jornadas Cubanas contra la Homofobia y la Transfobia. Aunque por el momento no existen otras asociaciones a nivel nacional que promuevan los derechos y la visibilidad de la diversidad sexual, existen grupos de personas LGBTI en cada provincia que organizan eventos y fiestas que fomentan la aceptación social. Sin embargo, el 11 de mayo de 2019 luego de la suspensión por motivos poco aceptados por una parte de la comunidad, está decidió marchar por el Prado habanero en respuesta a esta cancelación del Cenesex. A un año de este acontecimiento y en plena pandemia de Covid-19, y con el objetivo de rememorar este suceso, se dio cita un Foro Debate Virtual. Surge entonces la Plataforma 11M como un espacio aglutinante de proyectos y activistas que tiene como objetivo debatir sobre derechos, políticas públicas y retos que aún persisten para la comunidad LGBTIQ cubana. Ver más en su grupo de debate en Telegram, https://t.me/Debate11M.

## Historia

### La Cuba prerrevolucionaria
En la Cuba prerrevolucionaria de los años 1950 ya existían en La Habana varios bares para público homosexual como la Cuevita, los Troncos, el Intermezzo, el Saint Michel, el Gato Negro o el Usero Bar, siendo clientes habituales algunos famosos estadounidenses como Tennessee Williams, Montgomery Clift o Errol Flynn. Al igual que en muchos países de América Latina, el insulto habitual para los hombres homosexuales era «maricón»; aunque la homosexualidad y la bisexualidad eran más toleradas y estaban más integradas en la cultura cubana que en el resto de los países latinoamericanos contemporáneos. La prostitución masculina para un público homosexual era ejercida abiertamente. Los clientes de la prostitución homosexual eran muchas veces visitantes extranjeros y militares de los Estados Unidos, muchos de ellos vinculados a los juegos de azar y al crimen.

### La Cuba posrevolucionaria

#### Persecución homofóbica durante los años 1960 y creación de las UMAPs
Después de la revolución y el cambio político de 1959, la tolerancia hacia las personas LGBTI dentro de la sociedad cubana disminuyó y la situación de homosexuales y lesbianas empeoró considerablemente en comparación con periodos históricos anteriores. La emigración a Miami comenzó de inmediato, incluyendo a homosexuales y lesbianas, que abandonaron Cuba en el primer exilio. Las personas LGBTI que ya habían vivido en el extranjero se alejaron de forma permanente.

Después de la Revolución cubana de 1959, la homofobia y el heterosexismo que ya existía en Cuba se hizo más sistematizada e institucionalizada. El género y la sexualidad entraron explícitamente en el discurso político, incluso con leyes redactadas vagamente dirigidas hacia hombres que transgredían los esquemas de género de los que se pensaba que eran homosexuales. Los homosexuales masculinos, en particular, fueron atacados por estas leyes y la homosexualidad masculina se convirtió en un vicio visible y públicamente discutido, mientras que el lesbianismo se mantuvo anónimo e invisible. Entre 1959 y 1980 los hombres homosexuales sufrieron una serie de consecuencias, desde opciones profesionales limitadas hasta las detenciones y redadas en las calles y encarcelamiento en campos de trabajo. El Estado se había dirigido especialmente hacia las personas que transgredían el género y los homosexuales obvios u ostentosos. El pelo largo, los pantalones ajustados, el colorido de las camisas, los llamados gestos afeminados, la ropa inadecuada y los peinados extravagantes eran vistos como marcadores visibles de la homosexualidad masculina. Tales marcadores visibles no sólo facilitaron la represión de homosexuales, si no que más ampliamente, la visibilidad y la transgresión de género constituyeron un problema identificado por la Revolución.

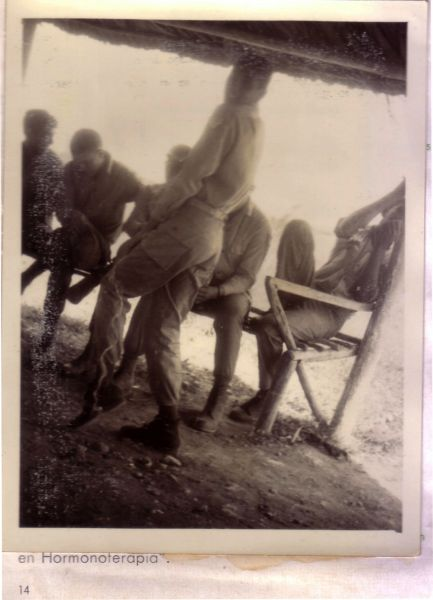
Terapia de reorientación sexual en la Unidad Militar de Ayuda a la Producción en Cuba en 1967.

Muchas de las personas progresistas LGBTI que permanecieron en Cuba se involucraron en actividades contrarrevolucionarias, de forma independiente o mediante el fomento de la Agencia Central de Inteligencia (CIA), aunque fueron posteriormente encarceladas. La invasión de la Bahía de Cochinos en 1961 por tropas de exiliados cubanos desde bases de Florida fueron usados como excusa por el nuevo gobierno cubano para perseguir a cualquier persona de colaborar con «contrarrevolucionarios», o incluso de serlo ellos mismos. Los bares homosexuales y las zonas de cruising se percibieron como centros de actividades contrarrevolucionarias y comenzaron a ser tratados sistemáticamente como tales. Hubo un gran aumento de la homofobia en comparación con años anteriores y la comunidad gay fue vista como una amenaza para el nuevo orden militar revolucionario.
El nuevo aliado de Cuba, la Unión Soviética, tenía políticas hostiles hacia homosexuales y lesbianas, viendo la homosexualidad como un producto decadente de la sociedad capitalista que prevalecía en la Cuba de los años 1950. Fidel Castro hizo comentarios insultantes acerca de la homosexualidad. La descripción de Castro de la vida rural en Cuba reflejaba la idea de que la homosexualidad era una «decadencia burguesa» y denunció a los «maricones» como «agentes del imperialismo». En una entrevista de 1965 Castro explicó su parecer:

No podemos llegar a creer que un homosexual pudiera reunir las condiciones y los requisitos de conducta que nos permitirían considerarlo un verdadero revolucionario, un verdadero militante comunista. Una desviación de esta naturaleza está en contradicción con el concepto que tenemos sobre lo que debe ser un militante comunista […] Bajo las condiciones en que vivimos, a causa de los problemas con que nuestro país se enfrenta, debemos inculcar a los jóvenes el espíritu de la disciplina, de la lucha y del trabajo.

El machismo tradicional y la Iglesia católica han despreciado a los hombres afeminados y sexualmente pasivos durante siglos. La homofobia mostrada durante la Revolución continuó una cultura machista bien establecida y de los rígidos roles de género de la Cuba prerrevolucionaria. Los homosexuales fueron definidos como desviados y decadentes, pero no como débiles o enfermos. La forma con la que la Revolución cubana llegó al poder le dio un sentido más fuerte de la masculinidad que otras revoluciones. La experiencia de la guerrilla dominaba la estructura política y la guerrilla en sí se convirtió en el núcleo de una nueva sociedad. Muchas personas LGBTI fueron detenidas, especialmente hombres afeminados, sin cargos ni juicio y enviados a campos de trabajo. En 1961 miles de homosexuales fueron arrestados durante la Noche de las tres P.
En 1965, se crearon las Unidades Militares de Ayuda a la Producción (UMAP), inicialmente como una alternativa al servicio militar obligatorio para objetores de conciencia, grupos religiosos pacifistas, hippies y homosexuales, luego otros grupos se añadirían, como por ejemplo, las mujeres lesbianas y las prostitutas. Se creía que el trabajo, junto con los regímenes estrictos que operan dentro de los campos de la UMAP, serviría para rehabilitar a los participantes y convertirlos en hombres (o mujeres) heterosexuales. En la entrada de muchos campos de trabajo forzoso fue colocada la frase «el trabajo os hará hombres». Los campos fueron cerrados en 1968 ante su evidente fracaso.

Creo que nunca se singó más en Cuba que en los años sesenta; en esa década precisamente cuando se promulgaron todas aquellas leyes en contra de los homosexuales, se desató la persecución contra ellos y se crearon los campos de concentración; precisamente cuando el acto sexual se convirtió en tabú, se pregonaba al hombre nuevo y se exaltaba el machismo. Casi todos aquellos jóvenes que desfilaban ante la Plaza de la Revolución aplaudiendo a Fidel Castro, casi todos aquellos soldados que, rifle en mano, marchaban con aquellas caras marciales, después de los desfiles, iban a acurrucarse en nuestros cuartos y, allí, desnudos, mostraban su autenticidad
Reinaldo Arenas (1943 – 1990)

Muchos artistas e intelectuales homosexuales, como Reinaldo Arenas, se sintieron atraídos por la promesa socialista de una sociedad igualitaria, lo que allanaría el camino para la libertad cultural y sexual, además de la justicia social.[cita requerida] Varios escritores homosexuales escribieron gran parte de la popular revista Lunes de Revolución, incluyendo textos de temática abiertamente homoerótica. Aunque en sus comienzos las ideas radicales plasmadas parecían disfrutar del favor del gobierno cubano, pronto estas producciones comenzaron a ser censuradas por ser consideradas «expresiones burguesas» contrarias a los intereses revolucionarios, cerrando finalmente la revista y marginando a parte de sus escritores. Al ser nacionalizadas todas las revistas y periódicos (además de todo medio de comunicación) por el gobierno revolucionario y prohibir cualquier medio de difusión no vinculado al Estado, las temáticas LGBTI no tuvieron oportunidad de ser publicadas y muchos escritores pasaron a tener un perfil nulo. Esta situación de ninguneo pasaría a convertirse en un problema permanente dentro de la sociedad cubana posrevolucionaria.
La homofobia persistió durante los años 70, especialmente durante el periodo conocido como quinquenio gris. En 1971 el Congreso Nacional de Cultura y Educación decidió que no se debía tolerar más a «homosexuales reconocidos» a pesar de su «mérito artístico» por la influencia que podían tener sobre la juventud cubana. Se declaró la homosexualidad como una desviación incompatible con la Revolución y se adoptaron medidas discriminatorias en contra de la comunidad LGBTI, institucionalizando la homofobia. Artistas, maestros o actores gais y lesbianas perdieron sus trabajos. Se echaron a los homosexuales del Partido Comunista. Algunos estudiantes fueron expulsados de la universidad. Se prohibió que los gais tuviesen contacto con niños y jóvenes o que pudieran representar al país. Pero en 1975 el Tribunal Supremo Popular anuló las leyes que ordenaban excluir a los homosexuales de los empleos vinculados con la educación y la cultura. Al año siguiente se eligió a Armando Hart como ministro de cultura, resultando en unas políticas culturales más liberales. Incluso se creó una comisión para la investigación de la homosexualidad que culminó con la despenalización de las relaciones entre personas del mismo sexo en 1979.

#### Liberalización gradual durante los años 1980
Muchas personas LGTB cubanas fueron expulsadas de la universidad y de sus centros de trabajo, y durante el éxodo del Mariel de 1980 muchos se exiliaron del país y otros fueron expulsados por el gobierno como una manera de «depurar la sociedad socialista cubana». A algunos homosexuales se les dio el ultimátum de salir del país o ser encarcelados, aunque Fidel Castro negó públicamente que se estuviera forzando la salida del país a nadie.
En 1981 el Ministerio de Cultura permitió la publicación del libro En defensa del Amor del doctor Sigfried Schnabl, donde se declara que la homosexualidad no es una enfermedad sino una variante de la sexualidad humana. El ministerio sostuvo que la intolerancia homofóbica fue una actitud inaceptable heredada por la Revolución y que había que oponerse a todas las sanciones contra los homosexuales.
En 1986 la Comisión Nacional de Educación Sexual opinó públicamente que la homosexualidad era una orientación sexual y que la homofobia debe ser contrarrestada por la educación. Según algunos, desde ese momento la homosexualidad dejó de ser una cuestión política para el Estado. En 1988 el gobierno derogó la Ley de ostentación pública de 1938 y la policía recibió órdenes de no acosar a las personas LGBTI.
Hacia finales de la década, la literatura con temática homosexual mostró un resurgimiento, aunque escaso y sin alcanzar los niveles de antes de 1959.

#### Una rápida liberalización desde los años 1990 a los 2000

Bandera LGBTI sobre el mapa de Cuba

En 1992, en una entrevista con el nicaragüense Tomás Borge, Fidel Castro admitió que nunca había apoyado políticas en contra de los homosexuales ya que consideraba la homosexualidad como una tendencia natural del ser humano que hay que respetar. Además, desde 1993, las personas LGBTI pueden servir abiertamente en el ejército, aunque persisten ciertas actitudes discriminatorias dentro del mismo.
En 1994 se estrenó el largometraje Fresa y chocolate dirigido por Tomás Gutiérrez Alea y Juan Carlos Tabío y protagonizado por un personaje gay. La película critica las estrechas y doctrinarias vías de pensamiento en la Cuba de finales de los años 1970, discutiendo sobre los prejuicios contra la comunidad gay y el trato injusto que reciben. La película provocó una gran cantidad de comentarios y un acalorado debate público.
Sin embargo, a pesar de una mayor apertura, las hostilidades hacia la comunidad LGBTI por parte de la policía continuaron durante esta época.
En 2004 la telenovela cubana El balcón de los helechos incluyó una pareja de lesbianas en su trama, aunque no de manera explícita.
Carlos Sánchez, representante de la Asociación Internacional de Gays y Lesbianas para la Región de América Latina y el Caribe, visitó Cuba en el año 2004. Una vez allí, preguntó acerca de la situación de las lesbianas y los gais en el país y pidió explicaciones al gobierno cubano por su abstención en la votación sobre la «Resolución de Brasil» (E/CN.4/2003/L.92), una propuesta de 2003 de la Comisión de Derechos Humanos de las Naciones Unidas que reconocía simbólicamente las «violaciones de los derechos humanos en el mundo contra las personas por razón de su orientación sexual». El gobierno argumentó que la resolución podría haber sido utilizada para atacar y aislar más aún a los países árabes, en consonancia con la «agresión norteamericana contra Afganistán e Irak». Sánchez también preguntó sobre la posibilidad de crear una organización LGBTI en Cuba. El gobierno dijo que la formación de la organización sería distraer la atención de la seguridad nacional a la luz de las amenazas constantes de los Estados Unidos. Después de reunirse con algunas personas LGBTI de Cuba, Sánchez informó las siguientes observaciones:
1. «No existe represión institucional ni penal contra las lesbianas y los gais.»
2. «No existen sanciones legales contra las personas LGBTI.»
3. «La gente tiene miedo de encontrarse y organizarse. Se basa principalmente en su experiencia de años anteriores, pero uno puede suponer que esta sensación desaparecerá en el futuro si las lesbianas y los gas comienzan a trabajar para finalmente obtener el apoyo del gobierno . (El Centro Nacional de Educación sexual está ofreciendo este apoyo)»
4. «El transformismo está bien aceptado por la mayoría de la población cubana.»
5. «Existe, en efecto, un cambio en la forma de ver la homosexualidad, pero esto no significa el fin de la discriminación y la homofobia. Simplemente, la población es algo más tolerante con las lesbianas y los homosexuales.»
6. «Las lesbianas y los gais no tienen en cuenta la lucha por el derecho al matrimonio, porque esta institución en Cuba no tiene el mismo valor que tiene en otros países. Las personas solteras y las casadas disfrutan de iguales derechos.»

En 2006 la televisión pública lanzó la telenovela La otra cara de la luna donde un hombre casado se descubre en una relación sexual con otro amigo. Además abordan otros temas como el VIH-SIDA que impactaron a la opinión pública cubana.

#### Visualización a partir de 2010

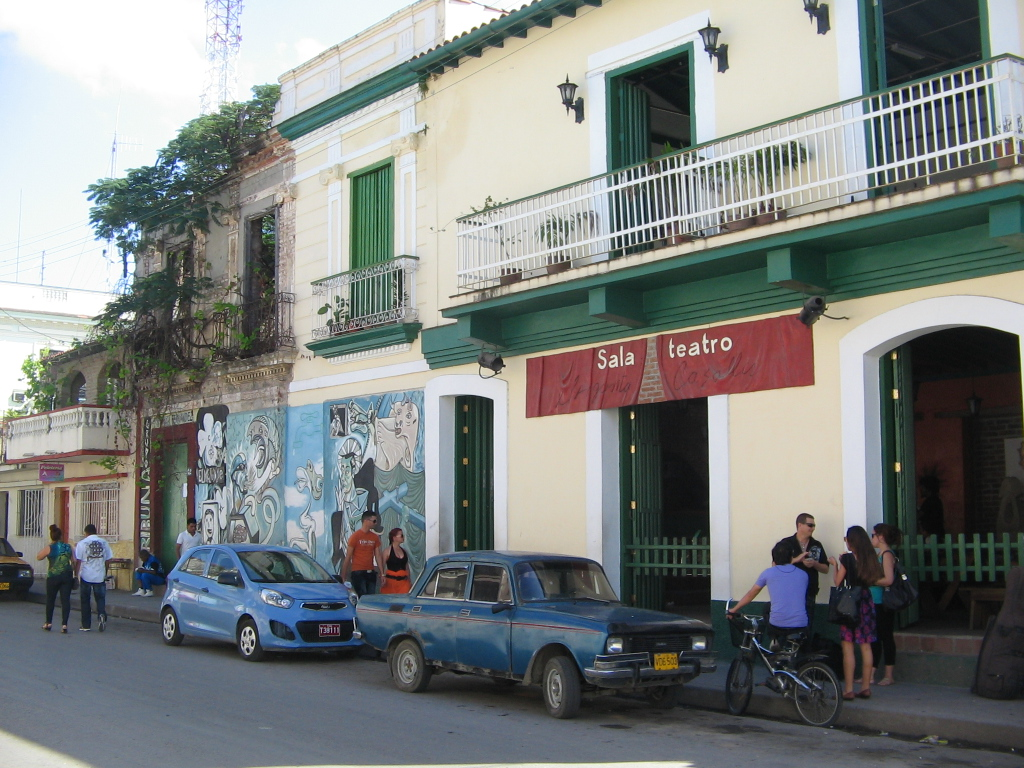
El Mejunje fue el primer local de Cuba en acoger espectáculos de transformismo.

Durante los últimos años se han dado grandes avances en el reconocimiento y visibilidad de la comunidad LGBTI, promovidos especialmente por la activista Mariela Castro.
Desde 2013 el Partido Comunista de Cuba establece que es un deber de sus militantes oponerse a cualquier o conducta que sea discriminatoria por motivo de orientación sexual.
En una entrevista de 2010 en el periódico La Jornada Fidel Castro valoró la persecución a los homosexuales durante las décadas anteriores como «una gran injusticia, ¡una gran injusticia!», agregando: «si alguien es responsable, soy yo. […] teníamos tantos problemas de vida o muerte que no le prestamos atención [...] piensa cómo eran nuestros días en aquellos primeros meses de la Revolución: la guerra con los yanquis, el asunto de las armas, los planes de atentados contra mi persona […] en esos momentos no me podía ocupar de ese asunto». Sin embargo, varios analistas han dudado de esta declaración, alegando que existen evidencias de que el propio Castro alentó la intolerancia contra las personas LGBTI.
Entre otras actividades, el CENESEX organiza cada año jornadas contra la lesbofobia, la homofobia y la transfobia. Asimismo, Cuba acogió en 2014 la conferencia regional de la ILGA para Latinoamérica y el Caribe . Además, existe un floreciente ambiente LGBTI con locales dirigidos específicamente para este colectivo, especialmente en ciudades como La Habana o Santa Clara.
Desde mediados de la década 2000-2010 se ha debatido el reconocimiento de las uniones homosexuales por la Asamblea Nacional, pero el gobierno argumenta que las posiciones de la Iglesia Católica y las iglesias evangélicas especialmente combativas en este tema seguían siendo el mayor obstáculo para su aprobación.
En 2013 fue aprobado por la Asamblea Nacional, el nuevo Código del Trabajo, en el que se incluye la penalización de la discriminación por orientación sexual en los centros de trabajo, sin embargo quedó fuera del cuerpo legal la condena a la discriminación por identidad de género.
Por otro lado a pesar del progreso legal y la apertura de la sociedad cubana, siguen quedando asuntos pendientes, como el tratamiento de estos temas por los medios de comunicación, el reconocimiento completo de los derechos LGBTI o la prostitución masculina dirigida al turismo homosexual.
Por otra parte, algunas voces críticas señalan que este ejercicio por parte de la CENESEX ha sido un proceso de «máscaras desplegadas». La escritora e investigadora Frances Negrón-Mutaner lo llamó «transformismo político» en Mariconerías de Estado: Mariela Castro, los homosexuales y la política cubana y el historiador Abel Sierra Madero lo analizó como «travestismo de estado» en Del Hombre Nuevo al Travestismo de Estado.

#### Cambio constitucional y legalización del matrimonio entre personas del mismo sexo (2019-2022)
La nueva Constitución cubana no prohíbe el matrimonio entre personas del mismo sexo. Hasta 2019, el artículo 36 definía el matrimonio como una relación entre un hombre y una mujer. Esta definición fue eliminada de la nueva constitución aprobada en referéndum en febrero de 2019 y vigente desde el 10 de abril de 2019. La Constitución actual establece que «el matrimonio es una institución social y legal (…) Se basa en el libre albedrío y la igualdad de derechos, obligaciones y capacidad legal de los cónyuges». No obstante, las leyes legales aún contienen prohibiciones sobre y el país no reconoce las uniones civiles ni ningún otro tipo de asociación.
En 2017 se realizó una gran campaña pública de grupos LGBTI para modificar la Constitución para permitir el matrimonio entre personas del mismo sexo. En julio de 2018, la Asamblea Nacional aprobó un nuevo proyecto de constitución que reconocía el matrimonio entre personas del mismo sexo, aunque la propuesta tendría que ir a un referéndum el 24 de febrero de 2019. En septiembre de 2018, el presidente Miguel Díaz-Canel expresó su apoyo al matrimonio entre personas del mismo sexo. También en septiembre de 2018 las iglesias evangélicas organizaron una campaña de recogida de firmas en contra de una propuesta para reformar la Constitución que abriría la puerta al matrimonio entre personas del mismo sexo.
Los medios de comunicación han hablado de una «revolución dentro de una revolución» o de una «revolución del arco iris», y han señalado la rapidez del cambio de panorama de los derechos LGBTI, ya que solo unas pocas décadas atrás Cuba encerró a hombres gais en campos de trabajo. El 18 de diciembre de 2018, se anunció que la Asamblea Nacional había eliminado el reconocimiento del matrimonio entre personas del mismo sexo en el texto del borrador. Esto significa que el matrimonio homosexual no estaría prohibido ni regulado por la nueva Constitución cubana.
El 21 de diciembre de 2022, la Asamblea Nacional del Poder Popular aprobó el reconocimiento legal del matrimonio entre personas del mismo sexo en Cuba, luego de haberse sometido a referéndum popular como parte de un corpus de leyes denominado «Código de las Familias», obteniendo el voto mayoritario a favor de su aprobación según medios oficiales.

#### Episodios de represión y censura en elsigloXXI
En mayo de 2019, Mariela Castro publicó un comunicado de prensa mediante el cual anunció que el CENESEX, institución estatal que ella dirige y única organización cubana reconocida por el gobierno como representante de los derechos de diversidad sexual en Cuba, anunció que no se iba a celebrar ese año la Conga contra la Homofobia y la Transfobia (un evento anual convocado por el CENESEX basado en la Marcha del Orgullo LGBTIQ+ celebrada en otros países): 

Cumpliendo con las orientaciones del Minsap (Ministerio de Salud Pública) no se realizará este año la Conga cubana contra la Homofobia y la Transfobia, por determinadas circunstancias que no ayudan a su desarrollo exitoso.
Centro Nacional de Educación Sexual (CENESEX)

La cancelación provocó un gran descontento entre la población LGBTI cubana y se organizó una marcha clandestina desvinculada al CENESEX y a Mariela Castro, que fue llevada a cabo aunque reprimida por agentes del gobierno vestidos de civiles, que detuvieron en grupo y forzosamente a varios manifestantes y luego los introdujeron en vehículos. Entre los detenidos durante la marcha estuvo el biólogo y activista disidente Ariel Ruiz Urquiola. La represión de la marcha clandestina por parte del gobierno cubano fue ampliamente criticada tanto dentro como fuera de Cuba. Varias personalidades célebres de Cuba criticaron abiertamente el incidente de represión mediante las redes sociales. El cantautor Vicente Feliú declaró mediante un post en su cuenta de Facebook: «La represión absurda, vergonzante, peligrosamente evocativa, de la marcha gay de esta tarde es definitivamente indefendible [...]».
En febrero de 2020, durante la emisión de la película Love, Simon por la televisión nacional cubana, la escena final del beso homosexual entre el protagonista y otro personaje masculino fue censurada. Al día siguiente de la emisión, varios activistas pro-derechos LGBTI organizaron besos públicos como señal de protesta ante la sede del ICRT, emporio afiliado al Estado y única entidad autorizada legalmente a emitir contenido televisivo. Varios activistas fueron detenidos por las autoridades en su camino a la sede de protesta. Horas más tardes, el ICRT publicó un comunicado de prensa en el cual la entidad se disculpó y se refirió al incidente como un «error» que no correspondía a actitudes homofóbicas de su personal, y anunció que la película se retransmitiría de manera íntegra cuando se avisara oportunamente. Algunos activistas pidieron cancelar la protesta.

## Cultura

### Cine
- Los documentales de Lizette Vila, Y hembra es el alma mía (1994) y Sexualidad: un derecho a la vida (2004) describen la vida de transexuales y travestis cubanos.
- Conducta impropia (1984),[115] de Néstor Almendros y Orlando Jiménez Leal, sobre las Unidades Militares de Ayuda a la Producción.
- Antes que anochezca (2000),[116] de Julian Schnabel, basada en la autobiografía de Reinaldo Arenas.
- Fresa y chocolate (1993),[117] de Tomás Gutiérrez Alea y Juan Carlos Tabío, se centra en el conflicto entre un estudiante marxista y un extravagante artista gay. Fue la primera película cubana nominada a un premio de la Academia.
- Dos patrias, Cuba y la noche (RFA, 2007),[118] de Christian Liffers, documental sobre la vida de seis homosexuales en Cuba, con citas de Reinaldo Arenas.
- Chamaco (2010),[119] de Juan Carlos Cremata, sobre la corrupción y la prostitución masculina.
- Verde verde (2012),[120] de Enrique Pineda Barnet.
- La partida (2013),[121] de Antonio Hens, sobre la prostitución masculina.
- Vestido de novia (2014)[122] de Marilyn Solaya, basada en hechos reales, aborda el tema de la transexualidad en la sociedad cubana.
- Fátima o el parque de la fraternidad (2015)[123] de Jorge Perugorría, basada en el cuento homónimo de Miguel Barnet, enlaza temas de homosexualidad, transexualidad y prostitución en la Cuba actual.
- Caballos (2015)[124] de Fabián Suárez, una perturbadora narración que bordea temas como la homosexualidad, la emigración o las relaciones de poder.
- Viva (2015)[125] de Paddy Breathnach, sobre la homosexualidad y la prostitución en La Habana.
- Transformistas (2020)[126] de Chad Hahne, sobre los primeros transformistas de Cuba en el bar El Mejunje.

### Literatura
- Paradiso (1966), controvertida novela del escritor José Lezama Lima.[127]
- Antes que anochezca (1992), autobiografía póstuma de Reinaldo Arenas.
- Furia del Discurso Humano (2006), novela de Miguel Correa Mujica que aborda el tema de la persecución de los homosexuales.[128]
- Fabián y el caos (2011), novela de Pedro Juan Gutiérrez, sobre la vida de un pianista gay en la época de persecución a los homosexuales de los 60 y 70.[129]
- Mañana hablarán de nosotros (2015), antología de cuentos cubanos relacionados con temática LGTBI, en la que participan diversos autores.[130]